# 竹子港 (臺南市)
竹子港，原寫為竹仔港，是臺灣臺南市七股區的一個傳統地域名稱，位於該區東南端。相較於今日行政區，其範圍大致包括竹橋里東大半部不含東北部凸出部分的東端及北端、樹林里東部南側凸出部分的南大半部、塭內里南部中央凸出部分的東南側，以及西港區的永樂里西部凸出部分。
本地區境內主要聚落為竹仔港。

## 歷史
台灣日治初期，竹子港地區為一街庄，稱為「竹仔港庄」（舊制街庄），隸屬於西港仔堡。該庄昔日北與塭仔內庄為鄰，東與劉厝庄、大塭藔庄為鄰，南邊隔曾文溪及其河灘地與公親藔庄、學甲藔庄為界，西邊為七十二份庄、樹仔腳庄。
1901年（日治明治三十四年）11月11日，全台廢縣廳改設二十廳，該庄隸屬於鹽水港廳。1904年（明治三十七年）4月1日，該庄編入「劉厝區」，隸屬於鹽水港廳。1906年（明治三十九年）4月1日，鹽水港廳內管轄區域調整，該庄改隸屬於「西港仔區」。1909年（明治四十二年）10月25日，全台合併二十廳為十二廳，西港仔區改隸屬於臺南廳。1920年（大正九年）10月1日，全台地方制度大改正，廢十二廳改設五州二廳，該庄改制並雅化為「竹子港」大字，隸屬於臺南州北門郡七股庄（新制街庄）。
戰後七股庄改制為七股鄉，隸屬於臺南縣，大字亦改制為村。1950年（民國39年）10月25日，雲、嘉、南分治，七股鄉仍隸屬於臺南縣。2010年（民國99年）12月25日，臺南縣、市合併為直轄臺南市，七股鄉改制為七股區，村亦改制為里。

## 聚落
本地區發展較早的聚落為竹仔港、蔴荳藔、七十二份（小部分），在日治初期的官方地圖上已有記載。

## 交通
市道173號是麻豆至九塊厝的道路，經過本地區的竹仔港聚落南郊。由該道路東北行可前西港區、麻豆區，並止於麻豆市區的市道171號暨市道176號路口；西南行可前往十分塭地區，並止於省道台61線暨市道173甲線終點路口。
區道南33線是看坪至竹港的道路，其南側端點（終點）位於本地區中部略偏東北、竹仔港聚落的區道南36-1線路口，其中部分路段與區道南37線共線。
區道南36線是十一份至麻豆寮的道路，經過本地區東北部的蔴荳藔聚落。
區道南36-1線是麻豆寮至竹港的道路，全線位於本地區境內，其北側端點（起點）位蔴荳藔聚落西郊的區道南36線路口，南側端點（終點）位於本地區中部的市道173號路口，中間會經過竹仔港聚落。
區道南37線是佳里至竹橋的道路，其南側端點（終點）位於本地區西部邊界地帶略偏南側的曾文溪堤防邊道路路口，由此向北會經過七十二份聚落，其中部分路段與區道南33線共線。
區道南42線是北槺榔至南海埔的道路，其西側端點（起點）位於本地區中部略偏東北的市道173號路口。